# Jennifer Jones (curler)
Jennifer Judith Jones (Winnipeg, 7 de julho de 1974) é uma jogadora de curling do Canadá, campeã nacional, mundial e olímpica. Tem seis participações em Campeonatos Mundiais, conquistando duas medalhas de ouro, uma de prata, uma de bronze e dois quartos lugares.